# LRPPRC
LRPPRC‏ (Leucine rich pentatricopeptide repeat containing) هوَ بروتين يُشَفر بواسطة جين LRPPRC في الإنسان.